# Abutilon mauritianum
Abutilon mauritianum là một loài thực vật có hoa trong họ Cẩm quỳ. Loài này được (Jacq.) Medik. mô tả khoa học đầu tiên năm 1981.